# La Candelaria
La Candelaria és un barri de Bogotà que es troba al centre-est de la ciutat. Es va fundar el 1538 amb la construcció de la seva primera església. Actualment és un important centre turístic, educatiu i comercial.

## Història
Hom creu que en aquest lloc Gonzalo Jiménez de Quesada hi va fundar, el 6 d'agost de 1538, Bogotà. La localitat pren el nom de l'església de La Candelaria. A l'abril de 1539 es va començar a desenvolupar l'actual plaça de Bolívar. Allí es va idear el traçat de la ciutat establint-se com a plaça principal i el lloc de la parròquia de Sant Pere que, més endavant, es convertiria amb la Catedral de la Immaculada Concepció.
Al segle xx la ciutat va créixer quedant la plaça i la catedral com a centre tradicional de la ciutat i seu dels poders colonials primer i republicans després. En la dècada del 1970 es va crear la corporació de La Candelaria per a rescatar el patrimoni històric dels barris de la Catedral, La Concordia i La Candelaria. El 4 de desembre de 1974 el Consell de Bogotà va crear l'Alcaldia Menor de La Candelaria, fet que possibilitaria que el 1991 fos reconeguda com una de les 20 localitats del Districte Capital de Bogotà per a triar per primera vegada la seva Junta Administradora Local.

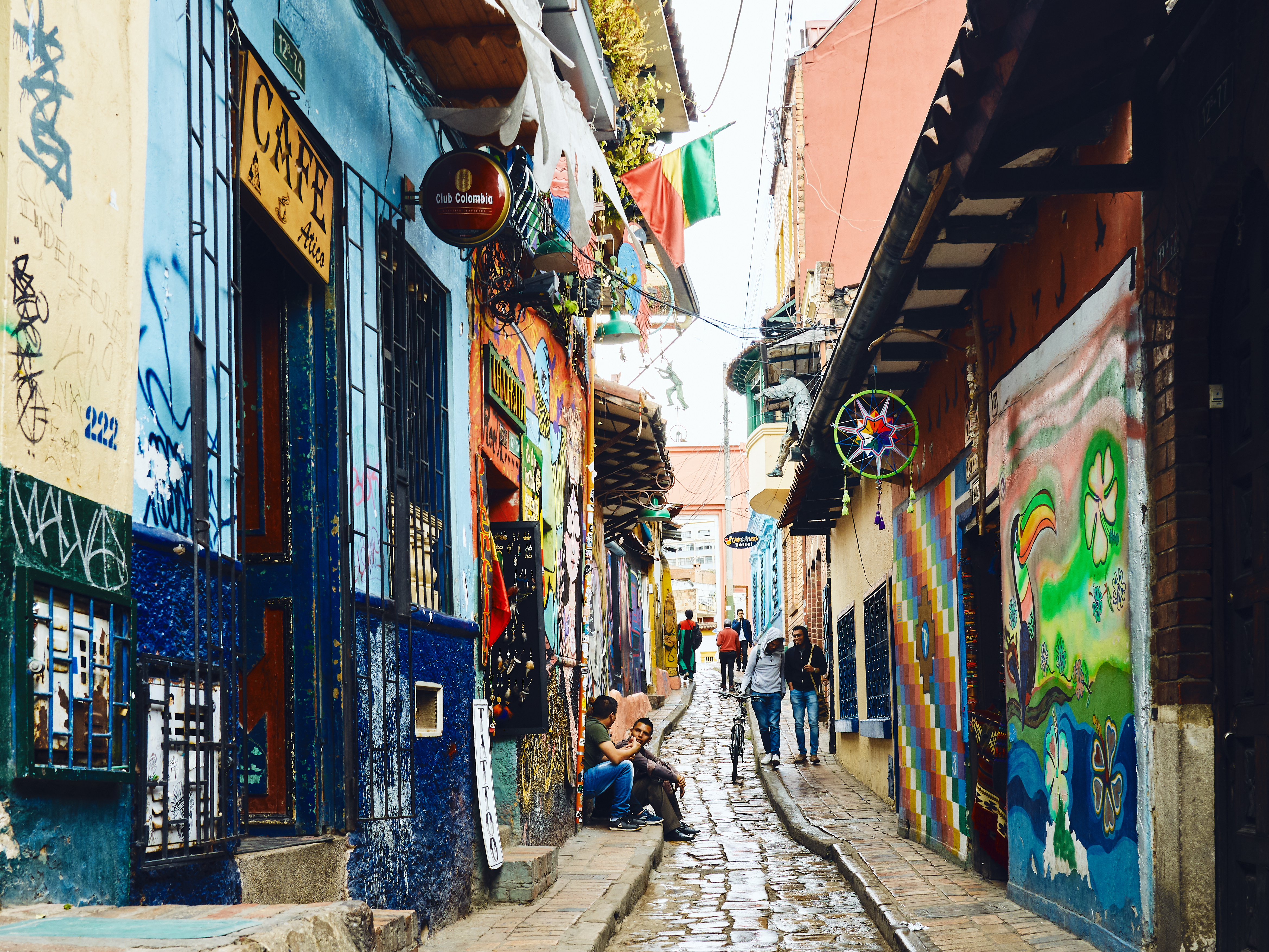
Carrer de La Candelaria

La Candelaria es troba a les faldes del turó de Guadalupe amb un notable pendent que baixa cap a l'oest i nord-oest. Els rius San Francisco i San Agustín corren actualment per canals subterranis sota les avingudes Jiménez i Sexta, respectivament. A la primera es va construir l'Eix Ambiental i part de les aigües recorren la superfície a manera d'una gran font longitudinal.
Alguns llocs d'interès del barri són el Palacio de San Carlos, el Museu de Vestits Regionals (antiga casa de Manuelita Sáenz ), la Biblioteca Luis Ángel Arango, el Centre Cultural Gabriel García Márquez, el Museu Botero, la casa natal de Rafael Pombo, la seu central de la Universitat dels Andes i el Teatro de Cristóbal Colom.